# Helicopsyche vallonia
Helicopsyche vallonia är en nattsländeart som beskrevs av Ross 1975. Helicopsyche vallonia ingår i släktet Helicopsyche och familjen Helicopsychidae. Inga underarter finns listade i Catalogue of Life.